# Krampus (Band)
Krampus ist eine italienische Folk-Metal-Band aus Udine. Der Bandname bezieht sich auf die Schreckgestalt Krampus, des alpenländischen Adventsbrauchtums.

## Geschichte
Aus Italien stammend, ist Krampus eine achtköpfige Folk- und Death-Metal-Band. Im März 2011 veröffentlichte die Band ihre erste EP Shadows of Our Time. Im Sommer 2011 folgte die Veröffentlichung der zweiten EP Kronos' Heritage. Im August 2012 wurde das Debütalbum Survival of the Fittest über NoiseArt Records veröffentlicht, nachdem die Band im Vorjahr den vom Label ausgerichteten  Rock the Nation Award gewinnen konnte.
Kurz vor der Heidenfest-Tour 2012 mit Wintersun, Korpiklaani, Varg und Trollfest wurde bekannt, dass der Schlagzeuger Carlo Andrian nach einem Blitzschlag aus gesundheitlichen Gründen nicht mehr länger Mitglied der Band sein könne. Diese Position wurde bereits neu vergeben, der Name des neuen Schlagzeugers ist Hati Refaeli, welcher auch bei der deutschen Pagan-Metal-Band Equilibrium aktiv ist.

## Stil
Eingesetzt werden viele folkloristische Instrumente, wie der Dudelsack, Flöten, Pfeifen, Geigen und der irische Bouzouki. Zu dem kommt noch ein moderner Metal-Sound mit schweren Gitarren und melodiösen Keyboards. Der überwiegend gutturale Gesang orientiert sich stark am Death Metal. Die Texte beziehen sich auf Themen wie Probleme mit Mensch und Natur und Umweltbewusstsein.

## Rezeption
Dieter Hübing bewertete Survival of the Fittest in der Musikzeitschrift Legacy mit 14 von 15 möglichen Punkten und verglich das seiner Meinung nach „sehr starke Debüt“ mit der Musik von Equilibrium und Eluveitie. Frank Albrecht vom Magazin Rock Hard äußerte sich hingegen kritisch, vergab drei von zehn möglichen Punkten und bezeichnete den „Sound der Truppe“ als „unerträglich“.

## Diskografie

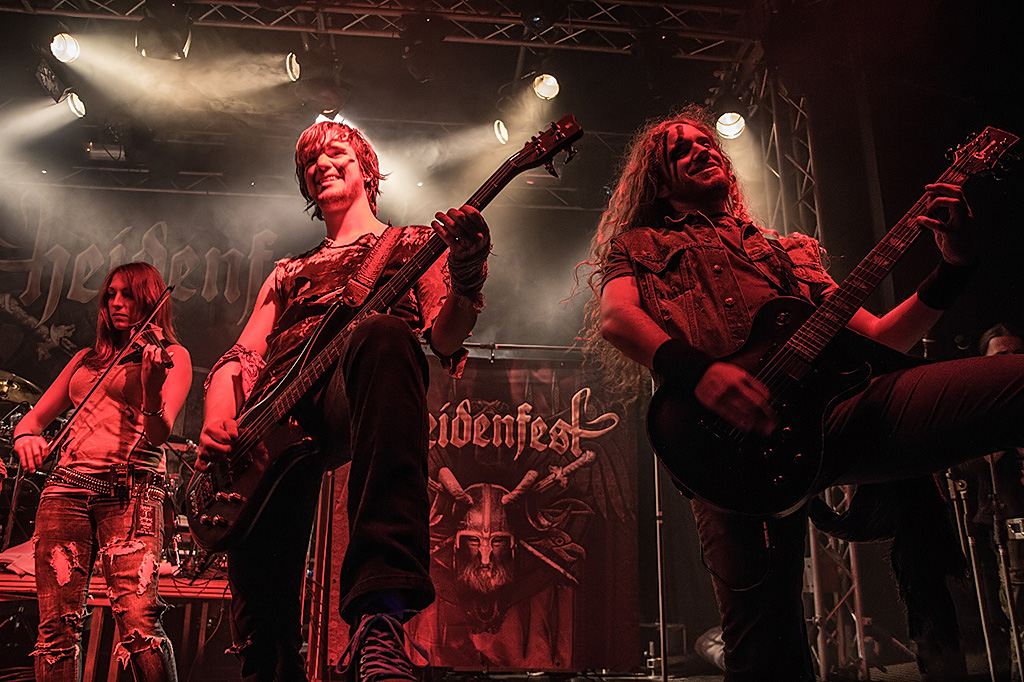
Krampus beim Heidenfest (2012)

### Alben
- 2012: Survival of the Fittest (NoiseArt Records)
- 2016: Counter//Current (Eigenveröffentlichung)

### EPs
- 2011: Shadows of Our Time (Eigenveröffentlichung)
- 2011: Kronos' Heritage (Eigenveröffentlichung)

### Singles
- 2013: Paralysis (digital)
- 2013: Butterflies on Fire (digital)
- 2014: Mistakes (digital)

### Demos
- 2010: Krampus